# Casa Joaquim Freixa
La Casa Joaquim Freixa, o simplement Casa Freixa, és un edifici del centre de Terrassa (Vallès Occidental), situat al Raval de Montserrat, protegit com a bé cultural d'interès local.

## Descripció
És un edifici entre mitgeres, d'una planta amb soterrani. La façana que dona al Raval és simètrica i presenta tres obertures verticals protegides per guardapols lligats entre ells. Al mig hi ha el portal i als costats hi ha dos finestrals amb barana de ferro que es corresponen amb les obertures del semisoterrani i que estan separades per una línia d'imposta.
El remat superior està format per una cornisa decorada amb motius florals i una barana de gelosia amb llenguatge goticista.

## Història
Es tracta d'una de les primeres obres de l'arquitecte Lluís Muncunill a Terrassa feta en estil neogòtic de la primera etapa, un disseny inhabitual per a habitatges i reservat per als edificis de caràcter públic. L'arquitecte plantejà com a novetat una planta semisoterrània. Cal destacar-ne els treballs de ferro forjat de les baranes exteriors.